# Alnön
Alnön es una isla en el golfo de Botnia justo a las afueras de Sundsvall en Medelpad, Suecia. Tiene una superficie de 65 km² y una población de 8.298 habitantes (a 31 de diciembre de 2009), que se dobla en el verano. La mayor parte de los habitantes trabajan en Sundsvall y otras ciudades en el continente.
La isla tiene 15 km de largo y 6 km de ancho en su punto más ancho. Está conectada con el continente a través de un puente de 1.042 metros, que era el más largo de Suecia cuando se inauguró en 1964.
Alnön ya estaba poblada durante la época de los vikingos, y hay varios túmulos en la isla que provienen de ese período. La antigua iglesia de piedra cerca del puente moderno fue construida en el siglo XII.
La isla vivió un boom demográfico en la segunda mitad del siglo XIX, debido al desarrollo de aserraderos movidos por la fuerza del vapor. En 1850 la isla tenía 950 habitantes, principalmente granjeros y pescadores, pero para el año 1900 la población había crecido hasta caso siete mil, tras el establecimiento de 18 aserraderos entre 1860 y 1897.